# ОШ „Доситеј Обрадовић” Разбој Лијевче
ОШ „Доситеј Обрадовић” је једна од основних школа на подручју општине Србац. Налази се на адреси Разбој Лијевче бб, у Разбој Лијевче. Име је добила по Доситеју Обрадовићу српском књижевнику, преводиоцу, просветитељу и реформатору револуционарног периода националног буђења и препорода. Био је оснивач и професор Велике школе, претече Београдског универзитета. Он је био први попечитељ просвете у Совјету и аутор свечане песме „Востани Сербије“.

## Историјат
Основна школа у Разбој Лијевчу основана је и први дио зграде изграђен 1906. године на иницијативу Рувима Бубњевића, тадашњег свештеника који је био и први учитељ школе, Остоје Савића, трговца и неколико истакнутих мјештана Разбоја. Прва генерација од 30 ученика почела је школовање у децембру 1906. године и први разред су завршили у јуну 1907. године. То су били ђаци из цијеле стапарске општине коју су чинила села: Бајинци, Гај, Гламочани, Доња Долина, Јунузовци, Кладари и Разбој јер тада ниједно од тих села није имало школу. Школу под називом „Српска Народна Основна Школа“ је изградила и издржавала црквена општина и њен први послужитељ је био један од најистакнутијих ћака Станко Ђурђевић из Кладара. Од оснивања до 1914. године настава је извођена на црквено-словенском језику. Након избијања Првог свјетског рата 1914. године школа је привремено престала са радом. Рад школе обнавља се 1918. године на матичном српско-хрватском језику. Стара зграда школе је запаљена 31. октобра 1943. године, а обновљена школске 1945/1946.године и настава започета са 150 ученика у 4 разреда. Први учитељи послије Другог свјетског рата били су Никола Матавуљ и његова супруга Стојанка, који су учествовали у адаптацији школске зграде заједно са мјештанима Разбоја. Школа је 1962. добила име по народном хероју “Младен Стојановић“ Након изградње нове школске зграде 1969. године, стара зграда је дјелимично напуштена. Са другим школама у Ножичком, Кукуљама и Ћукалима интегрисана је 1973. Са осталим школама на територији општине Србац интегрисана је у ОШ “Данко Митров“ 1977. Од 1991. постаје самостална школа и носи назив “Доситеј Обрадовић“. Послије катастрофалне поплаве у мају 2014. године школа је у великој мјери обновљена средствима Европске уније. Школа је у својој богатој историји постизала значајне успјехе у свом раду који се остваривао кроз резултате ученика на бројним такмичењима на свим нивоима. Међу истакнутим личностима који су похађали школу, између осталих, су: проф. Милош Милинчић, генерал Манојло Миловановић, др Милан Шврака, др Војислав Тркуља, др Бранислав Михајловић, др Мирослав Дринић, др Миланка Дринић, др Бошко Радомир, Милорад Барашин итд.
- Школа у Кукуљама је основана 1919. године (први учитељ Петар Трумић) престала са радом 1941. године, обновљен рад 1946. године.
- Школа у Лилићу основана 1979.године (први учитељ Стака Ђурђевић) престала са радом 1984. године,обновљен рад 1989. године.
- Школа у Малом Разбоју основана 1957. године (први учитељ Милисав Чворовић) није прекидала са радом.
- Школа у Бајинцима основана 1948. године (први учитељ Саво Станишљевић) није прекидала са радом.
- Школа у Пријебљезима основана 1945. године (први учитељ Радован Макић) престала са радом 1969. године, обновљена 1976. године.
- Школа у Бардачи* основана 1959. године (први учитељ Кристина Уришић (Тита) престала са радом 1977. године, обновљена 1991. године престала са радом 2009. године.